# Jiapigou (meteoryt)
Jiapigou (inna nazwa: Chiapikou) – meteoryt kamienny, znaleziony w 1880 roku w chińskiej prowincji Jilin. Meteoryt Jiapigou jest jednym z siedmiu oficjalnie zatwierdzonych meteorytów w tej prowincji.